# Karl Wilhelm Hiersemann

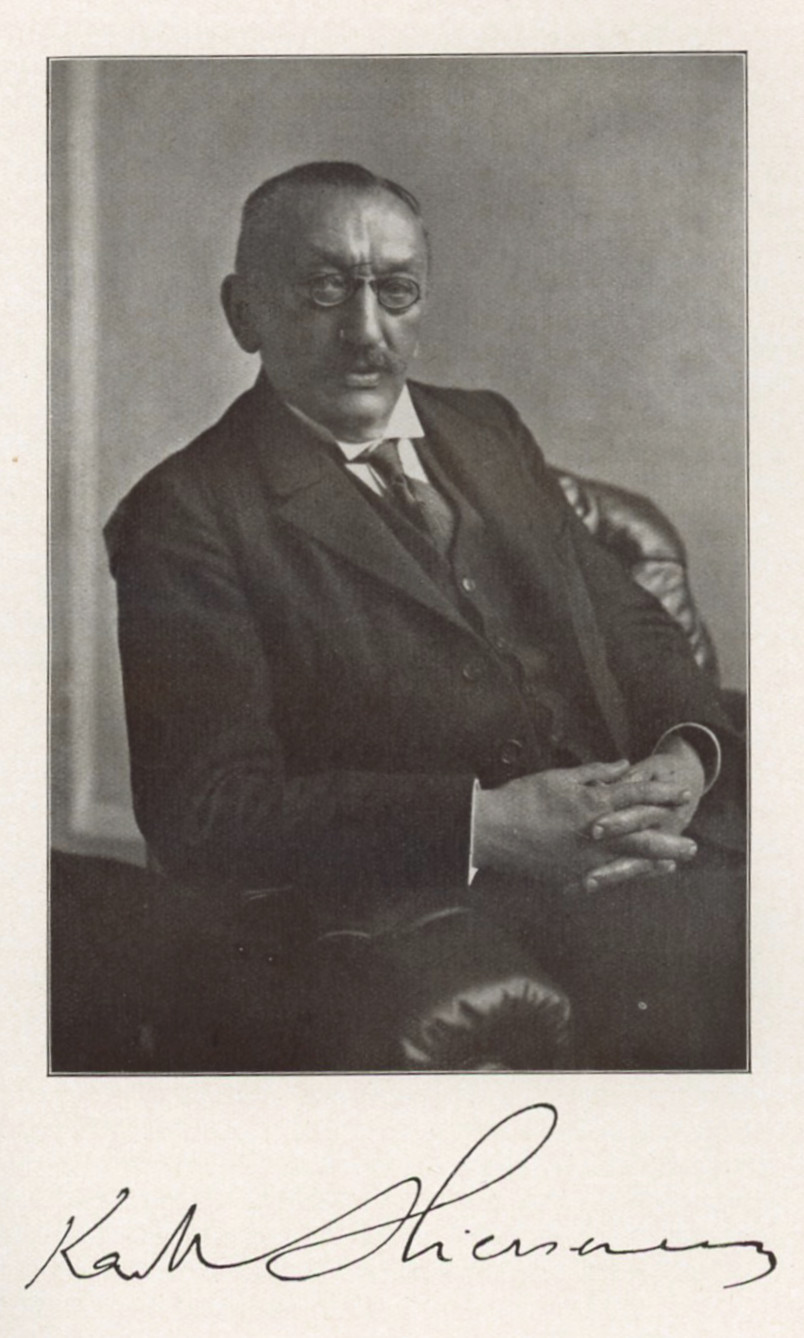
Karl Wilhelm Hiersemann, um 1925

Karl Wilhelm Hiersemann (* 3. September 1854 in Bortewitz (Sachsen); † 9. September 1928 in Leipzig) war ein deutscher Antiquar und Verleger.

## Leben und Wirken
Hiersemann entstammte einer bäuerlichen Familie Sachsens und entschied sich bereits 13-jährig für den Buchhändlerberuf, wozu er Ausbildungsjahre in Leipzig an der Buchhändler-Lehranstalt sowie bei List & Francke (von Oktober 1869 bis Frühjahr 1874) und in Mannheim bei J. Bensheimer absolvierte. 1876 ging er nach London, um bei den Antiquariaten David Nutt und Trübner & Co. zu arbeiten, ab 1881 war er bei K. F. Koehlers Antiquarium in Leipzig tätig.
An seinem 30. Geburtstag gründete er 1884 in Leipzig sein eigenes Unternehmen unter der Firma K. W. Hiersemann als Spezialbuchhandlung für Orientalia, Moderne Linguistik, Kunst, Architektur, Kunstgewerbe, Numismatik und Genealogie. Die Zeiten wirtschaftlicher Prosperität waren dem Unternehmen günstig, so dass es sich bei der Tatkraft und dem unternehmerischen Weitblick Hiersemanns aus bescheidenen Anfängen sehr rasch entwickelte und in wenigen Jahrzehnten zu einem international führenden Antiquariat wurde, das Weltruf genoss.
Das eigene Geschäftshaus Goldschmidtstraße 29 in Leipzigs Graphischem Viertel wurde 1909 bezogen. Bis zum Jahr 1924 waren 540 Kataloge erschienen und mehr als 100 Bibliotheken angekauft, darunter bedeutende Sammlungen wie beispielsweise 1905 die Weigel’sche Sammlung von 84 Handschriften des 9. bis 16. Jahrhunderts; der letzte Antiquariatskatalog Nr. 669 erschien im Zweiten Weltkrieg. In den fünf Etagen seines repräsentativen Geschäftshauses unterhielt Hiersemann ein reiches Lager wertvoller Bücher und Ausstellungsräume, dazu eine umfangreiche Handbibliothek und das von Fachkollegen gerühmte Arbeitsinstrument: den Hiersemann’schen Zettelkatalog antiquarischer Titel mit bibliographischer Beschreibung und Preisangaben. Nach Hiersemanns Tod 1928 übernahm sein Sohn Anton Hiersemann das Geschäft.
Aus dem Antiquariat entwickelte sich ab 1892 ein wissenschaftlicher Verlag, der Anton Hiersemann Verlag, auch wurde dem Antiquariat eine Exportbuchhandlung angegliedert, die Bibliotheken in aller Welt belieferte, vor allem in Amerika und Russland.
Die Wertschätzung der Persönlichkeit Hiersemanns in der Gesellschaft und Buchhandelswelt manifestierte sich in einer zu seinem 70. Geburtstag und 40-jährigen Geschäftsjubiläum von Martin Breslauer und K. Koehler herausgegebenen Festschrift und durch die 1924 erfolgte Verleihung der Ehrendoktorwürde (als Dr.-Ing. E. h.) durch die Technische Hochschule Hannover.

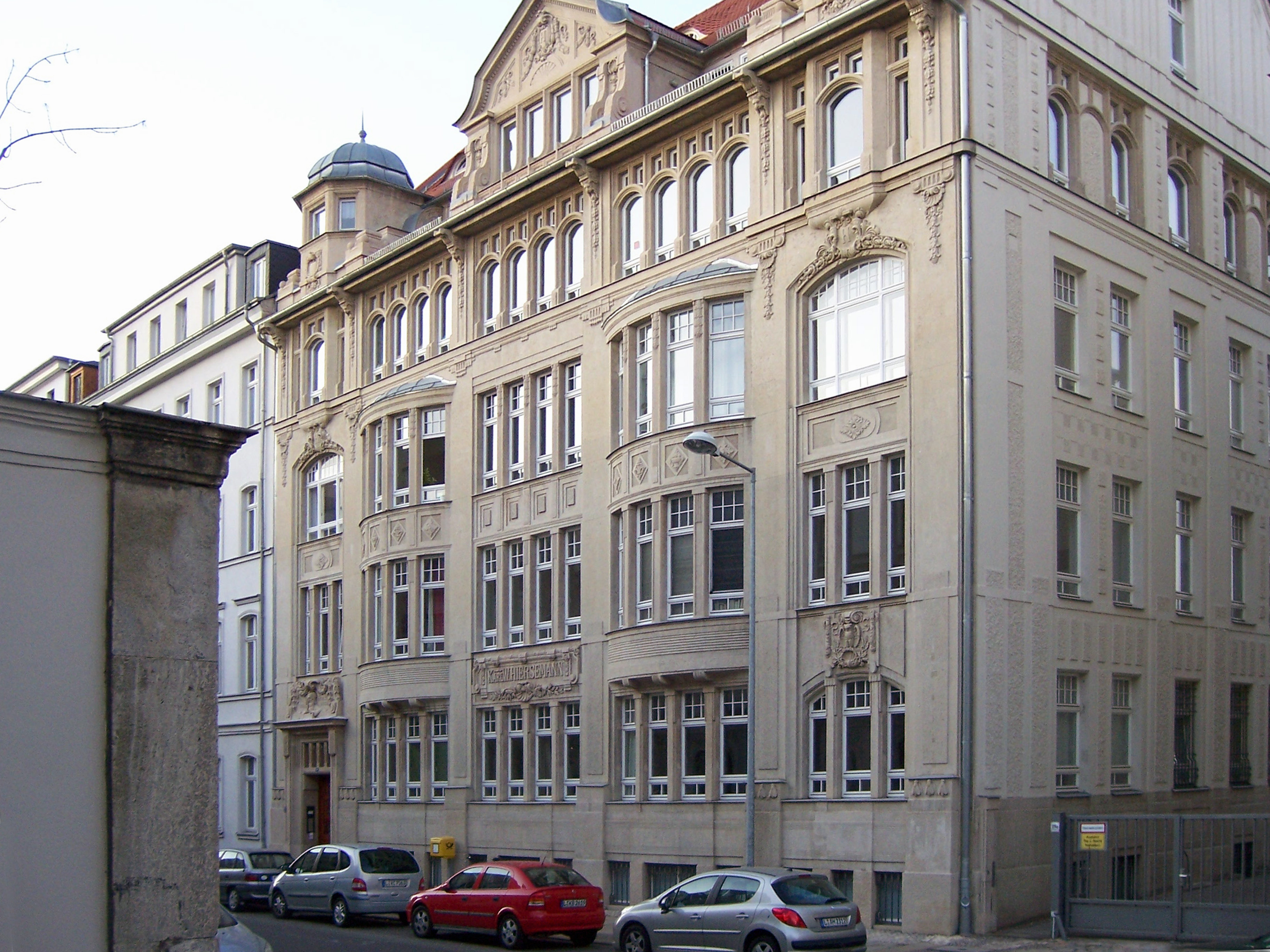
Verlagshaus Hiersemann, Goldschmidtstraße 29 in Leipzig →Lage
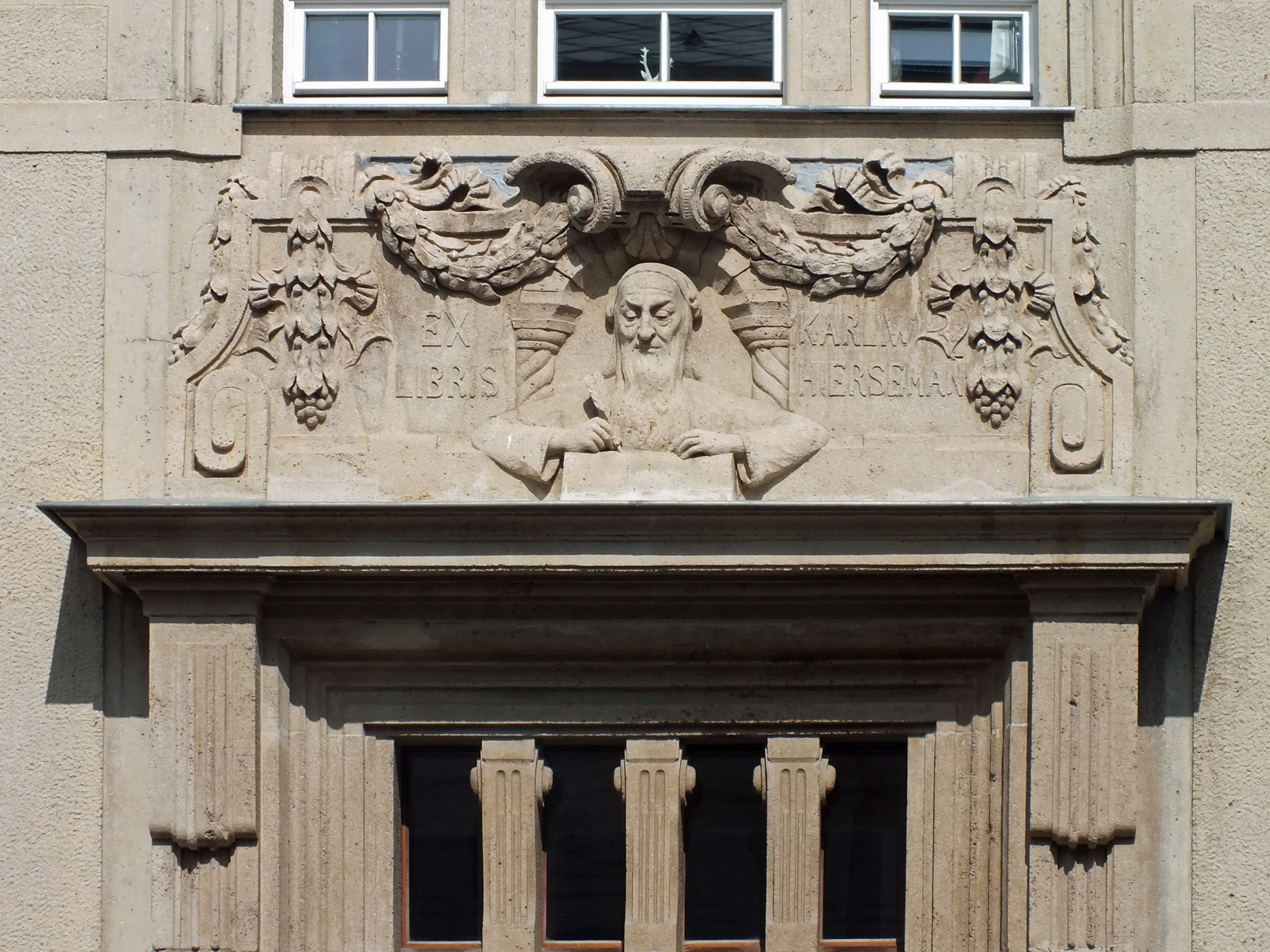
Verlagshaus Hiersemann, Detail
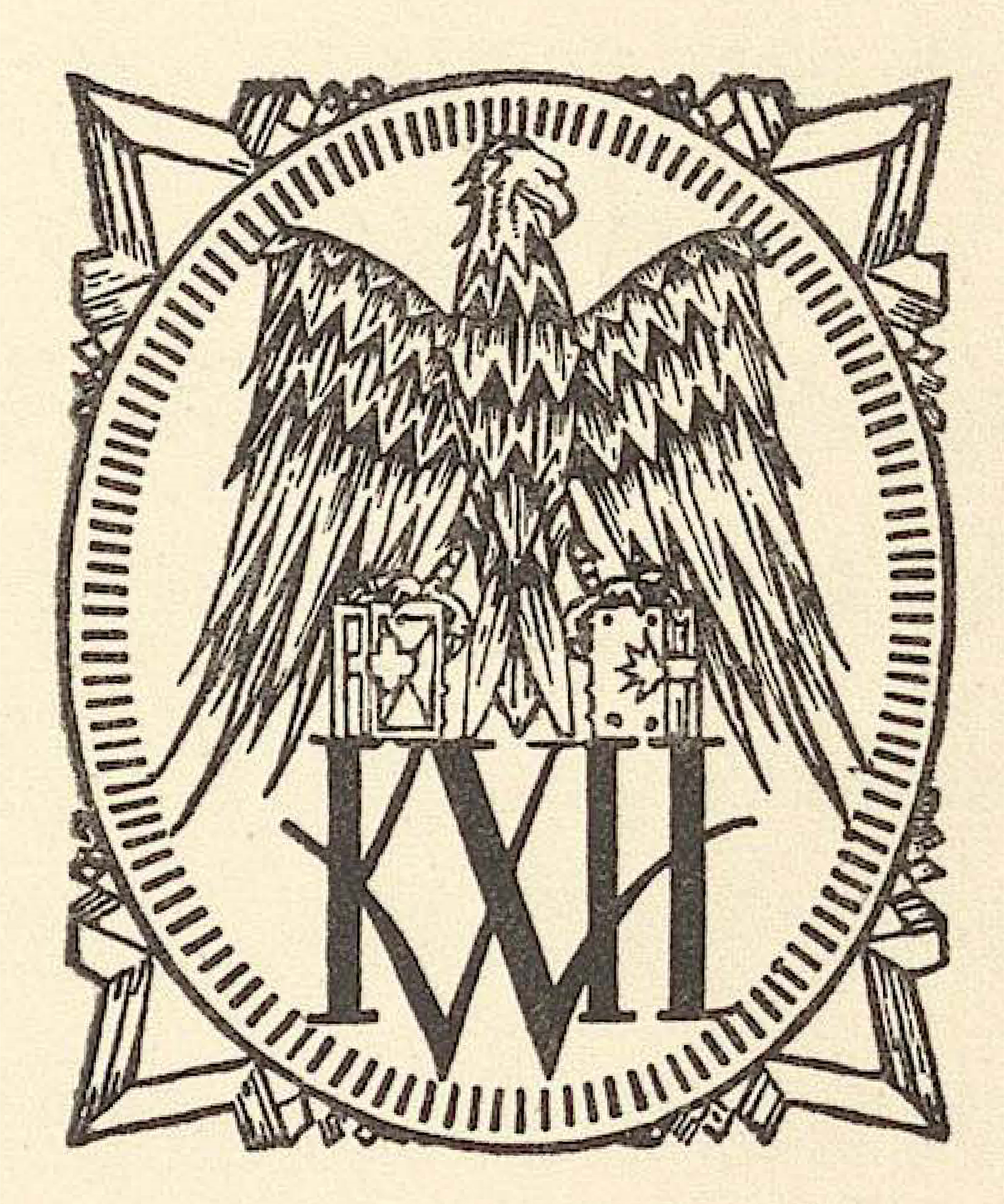
Signet des Verlags Karl W. Hiersemann (1925)
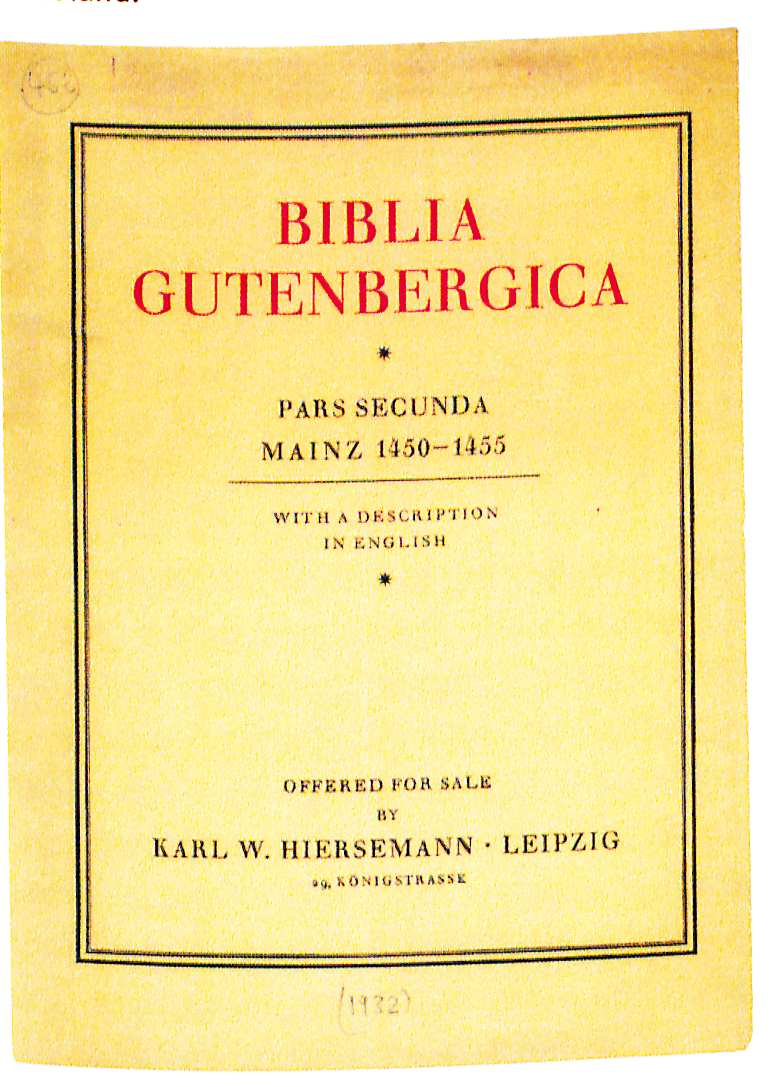
Antiquariatskatalog 1932
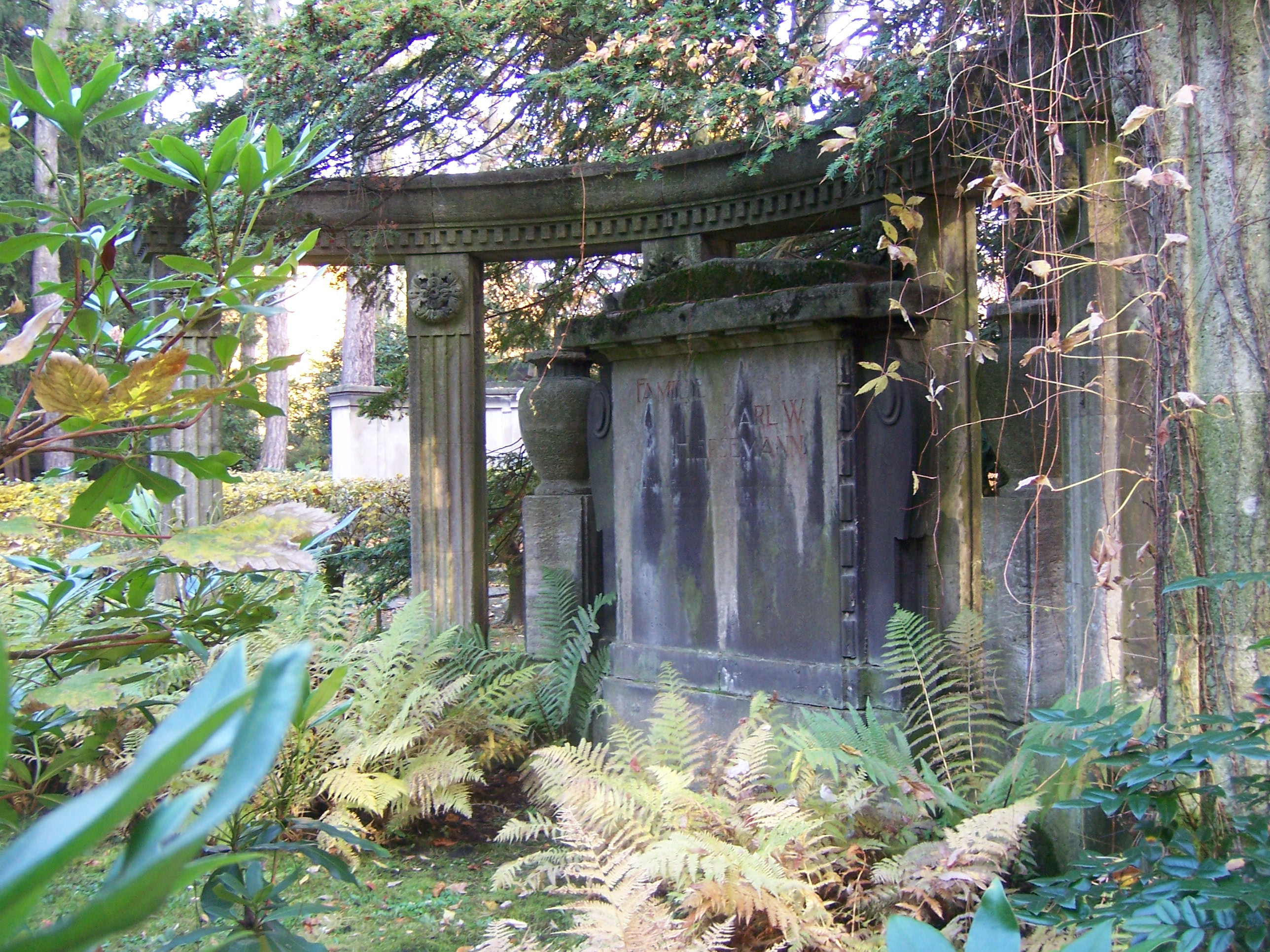
Grabstätte Karl Wilhelm Hiersemann auf dem Leipziger Südfriedhof